# Afladž - namakalni sistem Omana
Namakalni sistemi Afladž v Omanu so starodavni vodni kanali iz leta 500 našega štetja v governoratih Dahilija, Šarkija in Batina v Omanu. Predstavljajo vrsto namakalnega sistema, starega 5000 let v regiji, imenovani kanat ali kariz, kot so sistem prvotno imenovali v Perziji.
Afladž je množina od Faladž, kar v klasični arabščini pomeni »razdeljen na dele«. Ta namakalni sistem je učinkovito razdelil vodo med vse prebivalce; gravitacijsko je tekla od izvirov do domov in obdelovalnih površin. Kompleks je vključeval stražne stolpe za zaščito, pa tudi mošeje in druge stavbe.
Leta 2006 je bilo pet namakalnih sistemov afladž v Omanu dodanih na Unescov seznam svetovne dediščine: Faladž Al-Hatmeen, Faladž Al-Malki, Faladž Daris, Faladž Al-Majasar in Faladž Al-Džeela.

## Bombardiranje med vojno Džebel Akhdar
Podatki britanskega nacionalnega arhiva, ki so jim preklicali zaupnost, so pozneje razkrili, da je britanska vlada namerno uničila namakalne sisteme Afladž in pridelke z zračnimi napadi med vojno v Džebel Ahdarju, da bi domačinom v notranjosti Omana preprečila nabiranje pridelkov in jim onemogočila dostop do zalog vode. Vadi Beni Habib in vodni kanal v Semailu sta bila med zalogami vode, ki so bili namerno poškodovani. Zaradi zračnih napadov na Saik in Šaraija je pridelava na območjih postala »nevarna«. Poleg tega ti dokumenti razkrivajo, da je britanski zunanji minister 4. avgusta 1957 dal soglasje za izvedbo zračnih napadov brez predhodnega opozorila domačinom, ki so živeli v notranjosti Omana. Prepoved vizumov za novinarje s strani sultana in zmožnost britanske vlade, da diskretno izvaja zračne napade z uporabo letališča Masira, sta pomagali vzdrževati vojaške operacije v prikritem stanju.

## Aflaj uvrščen na seznam svetovne dediščine
| Faladž     | koordinate                                  | Površina   | Governorat |
| ---------- | ------------------------------------------- | ---------- | ---------- |
| Al-Katmen  | 22°56′0″N 57°40′0″E / 22.93333°N 57.66667°E | 135.028 ha | Dahilija   |
| Al-Malki   | 22°44′0″N 57°46′0″E / 22.73333°N 57.76667°E | 600 ha     | Dahilija   |
| Daris      | 22°59′0″N 57°32′0″E / 22.98333°N 57.53333°E | 389.468 ha | Dahilja    |
| Al-Džela   | 22°47′0″N 59°10′0″E / 22.78333°N 59.16667°E | 30.952 ha  | Šarkija    |
| Al-Mujaser | 23°21′0″N 57°27′0″E / 23.35000°N 57.45000°E | 300.501 ha | Batina     |

- Faladž Daris pri Nizvi
- Faladž Daris pri Nizvi